# Lagny
Lagny è un comune francese di 527 abitanti nel dipartimento dell'Oise, regione dell'Alta Francia.

## Società

### Evoluzione demografica
Abitanti censiti